# Gewargis Ier
Giwargis ou Gewargis Ier fut patriarche de l'Église d'Orient de 661 à 680.

## Sources
De brefs récits du patriarcat de Giwargis sont donnés dans la Chronique ecclésiastique de l'écrivain jacobite Bar Hebraeus (autour de 1280) et dans les histoires ecclésiastiques des écrivains nestoriens Mari ibn Sulayman (XIIe siècle), ʿAmr ibn Matta (XIVe siècle) et Sliba (XIVe siècle) ); aussi, sous une forme voilée et biaisée, Jean Bar Penkayé (fin des années 680).
Un compte rendu plus complet du règne de Giwargis, décrivant en détail sa querelle avec le métropolite Giwargis de Nisibe, qui s'est opposé à son élection, est donné par Thomas de Marga dans son livre des gouverneurs . Thomas s'est inspiré d'une histoire ecclésiastique perdue de l'Église d'Orient écrite par Athqen, moine du monastère de Mar Abraham sur le mont Izla.
Giwargis a tenu un synode à Dairin à Beth Qatraye (Qatar) en 676 pour réconcilier les évêques de Beth Qatraye avec le métropolite de Fars. Les actes de ce synode ont survécu et leur texte syriaque a été publié avec une traduction française dans le Synodicon Orientale de Jean-Baptiste Chabot (Paris, 1902).

## Patriarcat de Giwargis
Le récit suivant du patriarcat de Giwargis est donné par Bar Hebraeus :
A cette époque mourut Isho ʿ yahb III, le catholicus des Nestoriens, qui fut remplacé à Séleucie par son disciple Giwargis. Il rendit visite aux fidèles, soucieux de restaurer les affaires ecclésiastiques, tandis que ses ennemis l'accusaient auprès de l'émir des Arabes de parcourir les régions pour récolter de l'argent. L'émir lui demanda donc de l'argent, et quand il refusa de le donner, même après avoir subi la torture et l'emprisonnement, l'émir indigné détruisit de nombreuses églises à ʿ Aqula et dans toute la région de Hirta. Au temps de Giwargis, le médecin Yohannan, évêque de Beth Waziq, coupa ses membres après avoir été accusé de fornication, puis fut d'autant plus condamné et déposé.
Également son contemporain, Jean Bar Penkayé écrivit :
"Cette période de calme a été pour nous la cause de tant de faiblesse, qu'il nous est arrivé ce qui est arrivé aux Israélites, dont il est dit : "Israël est devenu gras et paresseux, il est devenu gras et riche, il a abandonné le Dieu qui l'a créé et méprisé le fort qui l'a sauvé. Les occidentaux, il est vrai, s'accrochaient fermement à leur sacrilège (foi), mais nous qui croyons adhérer à la vraie foi, nous étions si loin des œuvres des chrétiens, que si l'un des premiers était ressuscité et nous avait vus, il aurait eu le vertige et aurait dit: "ce n'est pas la foi dans laquelle je suis mort." " 
Bar Penkaye attaque spécifiquement «les dirigeants» sous Muʿawiya Ier - qui ne peuvent être que des Giwargis - pour arrogance, avidité, gourmandise, implication dans la politique et corruption des autorités laïques (également applicable à Ishoyahb III).

## Signataires
| Nom       | Province                                           | Emplacement moderne |
| --------- | -------------------------------------------------- | ------------------- |
| Gīwargīs  | Patriarcat de Salīq-Qṭēspōn ( Séleucie-Ctésiphon ) | Al-Mada'in          |
| T'ōmā     | Métropolite de Bēṯ Qaṭrāyē                         | Qatar               |
| Īšo'yaḇ   | Évêque de Dairīn                                   | Tarout              |
| Sargīs    | Évêque de Ṭīrhān                                   | Tikrit              |
| Isṭapānōs | Évêque de Bēṯ Mazunāyē                             | Oman                |
| Pusai     | Évêque de Haggar                                   | Montagnes Al Hajar  |
| Šāhīn     | Évêque de Ḥattā                                    | Hatta               |

## Voir également
- Liste des patriarches de l'Église d'Orient